# 8149 Ruff
8149 Ruff este un asteroid din centura principală de asteroizi.

## Descriere
8149 Ruff este un asteroid din centura principală de asteroizi. A fost descoperit pe 11 mai 1985 la Observatorul Palomar de Carolyn S. Shoemaker și Eugene M. Shoemaker. Asteroidul prezintă o orbită caracterizată de o semiaxă mare de 2,32 ua, o excentricitate de 0,14 și o înclinație de 6,6° în raport cu ecliptica.